# Smeringopina bineti
Smeringopina bineti är en spindelart som först beskrevs av Jacques Millot 1941.  Smeringopina bineti ingår i släktet Smeringopina och familjen dallerspindlar.
Artens utbredningsområde är Guinea. Inga underarter finns listade i Catalogue of Life.